# Woppenroth
Woppenroth là một đô thị thuộc huyện Rhein-Hunsrück bang Rheinland-Pfalz, phía tây nước Đức. Đô thị Woppenroth có diện tích 8,67 km², dân số thời điểm ngày 31 tháng 12 năm 2006 là 283 người.